# 渗透

在紅血球細胞裡發生的滲透現象。

滲透（osmosis）是水分子經差異透性膜的擴散現象。它由高水勢分子區域（即低濃度溶液）經滲透移動至低水勢分子區域（即高濃度溶液），直到活細胞內外的濃度平衡為止。溶劑通常是水，但滲透也可發生在其他液體、超臨界流體和氣體當中。滲透與擴散一樣，都是被動的過程，不需要細胞提供能量。活細胞藉由滲透作用得到水分，但是也有可能因此喪失水分或得到過多的水分。

## 於不同溶液中的滲透

### 高滲
例如，將細胞放入高濃度的果汁中（即為高滲溶液），由於高濃度果汁的水勢低於細胞質，水分子淨滲透，從細胞內的細胞質淨移動至細胞外的高濃度果汁。若該細胞是動物細胞，則導致動物細胞萎縮，變得皺褶。若該細胞是植物細胞，則導致質壁分離，液泡縮小，細胞膜因而被扯離細胞壁，細胞就是處於一種軟縮狀態。

### 低滲
反之，將細胞放入蒸餾水中（即為低滲溶液），由於細胞的水勢較蒸餾水低，水分子淨滲透，從細胞外淨移動至細胞內。若該細胞是動物細胞，則導致細胞膨脹，最終可能使細胞破裂。若該細胞是植物細胞，因為有堅硬的細胞壁保護，當細胞膨脹至一定程度時，就會阻止水繼續進入細胞，故而植物細胞只會膨脹，不會爆裂。

### 等滲
當細胞置於等滲溶液時，等滲溶液的水勢與細胞質相同，水分子以相同速率進出細胞，沒有淨移動，因此細胞的體積維持不變。

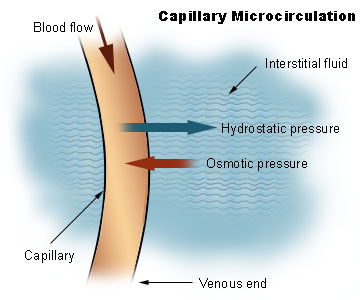
(微血管微循環(capillary microcirculation))微血管(capillary)及組織液(interstitial fluid)之間的"膠體滲透壓"(colloid osmotic pressure/紅色向左箭頭"拉進")及流體靜力壓(靜液壓)(hydrostatic pressure/微血管濾過壓/綠色向右箭頭"拉出")之互逆流向圖.（血液(深紅色由上到下箭頭)從上流到下面的靜脈末端(venous end)）

水分由組織液流回微血管，以及水分由組織液流至淋巴微細管均是滲透作用的例子。
乾旱是影響植物生長的常見因素，會導致植物水分匱乏及細胞喪失水份，從而造成滲透脅迫。植物在長期的逆境環境中，往往會形成相應的響應機制。植物細胞為適應滲透脅迫的環境而通過在體內積累溶質，如可溶性糖及有機酸等，以增強滲透調節，從而降低植物細胞內的水勢。這樣可以維持植物體內的水分平衡，保證作物的正常生長。